# میگوی غار تگزاس
میگوی غار تگزاس (نام علمی: Palaemonetes antrorum) نام یک گونه از فروراسته کاریدی است.